# Гагарин, Иван Михайлович
Князь Иван Михайлович Гагарин — стольник и воевода во времена правления Фёдора Алексеевича, правительницы Софьи Алексеевны, Ивана V и Петра I Алексеевичей.
Из княжеского рода Гагарины. Средний сын князя Михаила Афанасьевича Гагарина. Имел братьев, князей Юрия и Андрея Михайловичей.

## Биография
В 1676 году в Боярской книге показан стряпчим. В 1676 году пожалован в царские стольники, где в этой должности в Боярской книге упоминается по 1692 год включительно. В 1685 году воевода в Ряжске. В 1690—1694 годах воевода в Якутске. В 1703 году двести двадцать седьмой отставной стольник.
Умер 15 ноября 1730 года в возрасте ок 85 лет.

## Семья
От брака с Пелагеей Ивановной Телепнёвой имел детей:
- Князь Гагарин Юрий Иванович — советник мануфактур коллегии, в 1718 году посылался Петром I Алексеевичем в Венецию, бездетный.
- Князь Гагарин Пётр Иванович — женат на Марии Михайловне Грушецкой (1705—1791).
- Княжна Гагарина Пелагея Ивановна — жена князя Семёна Ивановича Щербатова.

## Критика
М. Г. Спиридов показывает князь Ивана Михайловича Гагарина бездетным. Выше приведённые дети упоминаются у П. В. Долгорукова в «Российской родословной книге». В этом же источнике упомянуты однородцы, князья Гагарины Иваны Михайловичи: № 6, 102, 117 (о ком статья).